# Supermarket (album)
Supermarket – album Formacji Nieżywych Schabuff wydany w 2003 roku nakładem wytwórni Universal Music Polska. Płyta była promowana singlami: „Nic dobrego kolego” i „Supermarket”.
Album nagrano w Studio Jacka Otręby i Tomka Zawolika w Częstochowie w 2002 roku. Realizacja nagrań: Jacek Otręba. Nagranie śpiewu Olka: Mariusz Walaszczyk. Produkcja: Olek Klepacz, Jacek Otręba, Marcin Serwaciński, Wojtek Wierus. Mastering płyty: Andrzej Puczyński – Izabelin Studio. Executive Producer: Wiesław Pieregorólka. Product Manager – Joanna Czarnota.  Foto: Iwona Dziuk, Artur Brzeziński. Projekt graficzny: Artur Brzeziński Club 54.

## Lista utworów
źródło:.
1. „Drug Queen” – 3:53
2. „Supermarket” – 4:41
3. „Bułgaria” – 3:45
4. „Urodzeni pesymiści” – 3:33
5. „Fns@świnia.koń.pl” – 4:05
6. „Nic dobrego kolego” – 3:30
7. „Trąby puzony” – 4:23
8. „I się ściemnia” – 4:06
9. „Sam na sam” – 3:07
10. „Słodkie myśli” – 4:23
11. „Struny, akordeony” – 6:32

## Twórcy
źródło:.
- Aleksander Klepacz – śpiew, produkcja
- Katarzyna Lach – gitara basowa, chórek
- Marcin Serwaciński – perkusja, produkcja
- Wojciech Wierus – gitara, produkcja

gościnnie
- Katarzyna Klich – chórek
- Adam Niedzielin – instrumenty klawiszowe
- Jacek Otręba – akordeon, instrumenty klawiszowe, produkcja
- Piotr Otręba – saksofon
- Jakub Wilk – chórek
- Piotr Żaczek – gitara basowa